# Sennecey-lès-Dijon
 Sennecey-lès-Dijon  là một xã thuộc tỉnh Côte-d’Or trong vùng Bourgogne miền đông nước Pháp.